# Emma Bale

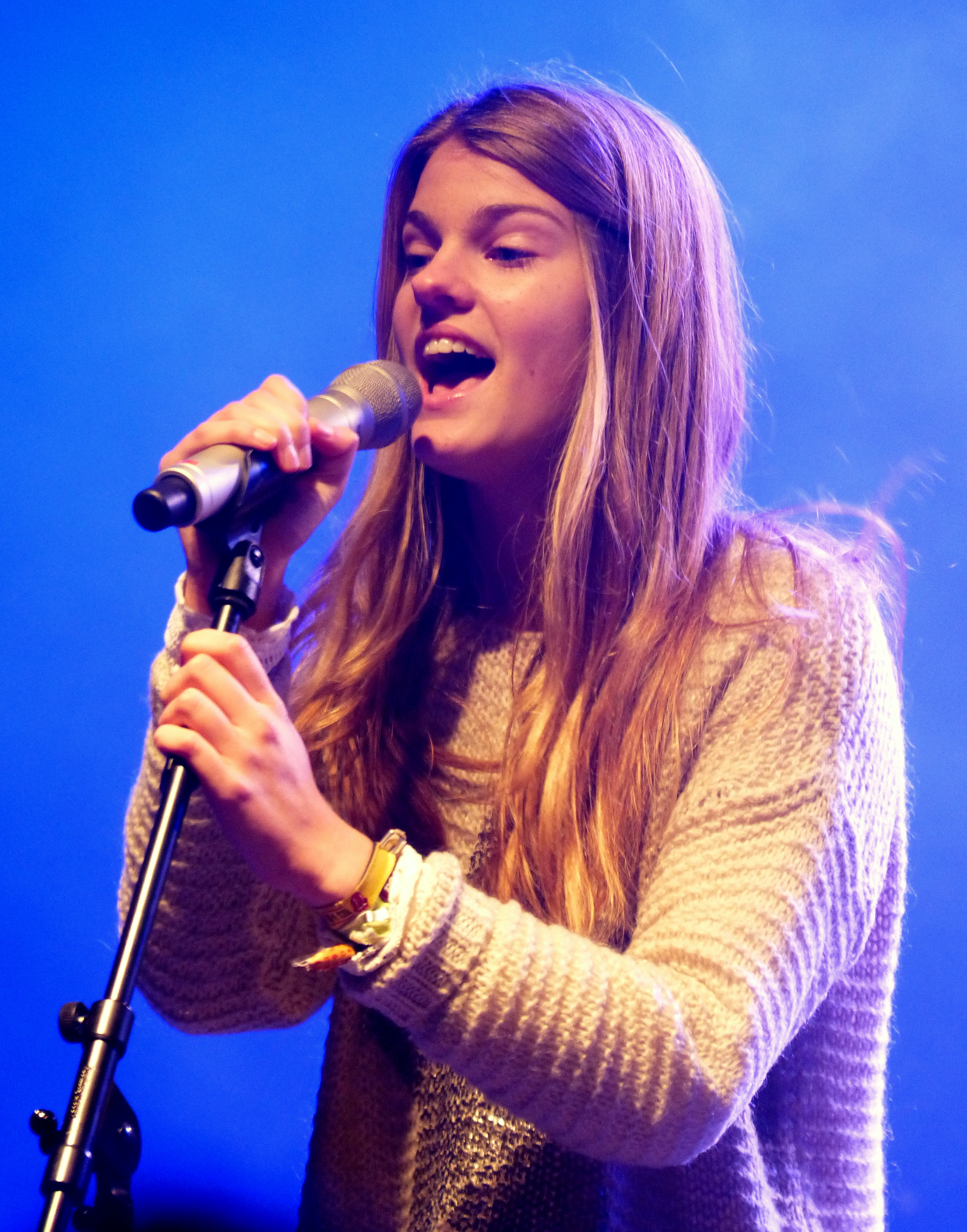
Emma Bale (2014)

Emma Bale (* 2. August 1999; eigentlich Emma Balemans) ist eine belgische Popsängerin.

## Werdegang
Bale nahm 2014 an der flämischen Version von The Voice Kids auf VTM teil. Im November 2014 veröffentlichte sie ihre Debütsingle All I Want, eine Coverversion des gleichnamigen Kodaline-Titels, und erreichte damit den dritten Platz der flämischen Singlecharts. 2015 ging sie gemeinsam mit Milow auf Tournee; im November des Jahres veröffentlichten beide die gemeinsame Single Fortune Cookie, die im Januar 2016 die Spitze der flämischen Charts erreichte. Im Februar 2016 begleitete sie Lena als Support auf ihrer Tournee durch Deutschland und Luxemburg. Im Oktober 2016 veröffentlichte sie ihre 4. Single Worth It. Im Juni 2017 erschien ihre 5. Single Curaçao.

## Diskografie

### Alben
| Jahr | Titel              | Höchstplatzierung, Gesamtwochen, AuszeichnungChartplatzierungen (Jahr, Titel, Platzierungen, Wochen, Auszeichnungen, Anmerkungen) | Höchstplatzierung, Gesamtwochen, AuszeichnungChartplatzierungen (Jahr, Titel, Platzierungen, Wochen, Auszeichnungen, Anmerkungen) | Anmerkungen                           |
| Jahr | Titel              | BEF | BEW | Anmerkungen                           |
| ---- | ------------------ | --- | --- | ------------------------------------- |
| 2015 | My World Untouched | BEF10 (39 Wo.)BEF | BEW78 (10 Wo.)BEW | Erstveröffentlichung: 28. August 2015 |
| 2021 | Retrospect         | BEF3 (17 Wo.)BEF | — | Erstveröffentlichung: 2. April 2021   |

### EPs
- 2015: My World Untouched

### Singles
| Jahr | Titel Album                   | Höchstplatzierung, Gesamtwochen, AuszeichnungChartplatzierungen (Jahr, Titel, Album, Platzierungen, Wochen, Auszeichnungen, Anmerkungen) | Höchstplatzierung, Gesamtwochen, AuszeichnungChartplatzierungen (Jahr, Titel, Album, Platzierungen, Wochen, Auszeichnungen, Anmerkungen) | Anmerkungen                                         |
| Jahr | Titel Album                   | BEF | BEW | Anmerkungen                                         |
| ---- | ----------------------------- | --- | --- | --------------------------------------------------- |
| 2014 | All I Want My World Untouched | BEF3 Gold · (17 Wo.)BEF | — | Erstveröffentlichung: 28. November 2014             |
| 2015 | Run My World Untouched        | BEF2 Gold · (26 Wo.)BEF | BEW41 (5 Wo.)BEW | Erstveröffentlichung: 24. April 2015                |
| 2015 | Fortune Cookie –              | BEF1 Gold · (21 Wo.)BEF | BEW20 (16 Wo.)BEW | Erstveröffentlichung: 20. November 2015 feat. Milow |
| 2016 | Worth It –                    | BEF16 (17 Wo.)BEF | — | Erstveröffentlichung: 28. Oktober 2016              |
| 2017 | Curaçao –                     | BEF25 (12 Wo.)BEF | — | Erstveröffentlichung: 16. Juni 2017                 |
| 2018 | Cut Loose –                   | BEF20 (19 Wo.)BEF | BEW29 (10 Wo.)BEW | Erstveröffentlichung: 25. Mai 2018                  |
| 2024 | Kijk niet weg –               | BEF37 (… Wo.)BEF | — | Erstveröffentlichung: 9. September 2024             |